# Bountiful (Utah)
Pour les articles homonymes, voir Bountiful.
La ville de Bountiful est située dans le comté de Davis, dans l’État de l’Utah, aux États-Unis. Lors du recensement de 2010, sa population s’élevait à 42 552 habitants, ce qui en fait la quinzième ville de l’État.

## Géographie
Le centre historique et le centre-ville de Bountiful se trouve aux pieds de la chaîne Wasatch, qui surplombe la ville à l'est. La plupart des quartiers résidentiels grimpent sur leurs flancs. Par contre, à l'ouest s'étend la plaine qui va jusqu'aux vasières et marais entourant le Grand Lac Salé. Bountiful comprend Val Verda dans la partie sud de la ville.
Selon le Bureau du recensement des États-Unis, la municipalité en 2010 s'étend sur 13,47 milles carrés (34,89 km2). Les villes entourant Bountiful comprennent North Salt Lake au sud, Woods Cross et West Bountiful à l'ouest et Centerville au nord. La plupart des terres situées à l’est de Bountiful appartiennent au Service des forêts des États-Unis.

## Climat
Le climat de la région se caractérise par de grandes différences de température saisonnière, avec des étés chauds à très chauds (souvent humides) et des hivers froids (parfois très froids). Selon le système de classification de Köppen, Bountiful possède un climat continental humide, abrégé Dfb sur les cartes climatiques.
La température moyenne annuelle est de 11,9 °C avec juillet comme mois le plus chaud et une température moyenne de 26,2 °C. Le mois le plus froid est janvier avec une température moyenne de −0,8 °C. La température la plus élevée enregistrée fut de 42,0 °C et la plus basse de −26,1 °C.
Bountiful enregistre des précipitations moyennes de 591,8 mm annuellement réparties sur environ 90 jours dans l'année. Le mois le plus arrosé est avril avec 76,2 mm alors que seulement 20,3 mm tombent en juillet. Ces précipitations tombent sous forme de neige en hiver avec en une moyenne de 236 cm, janvier recevant la plus grande quantité avec 54,6 cm. Les bourrasques côtières en aval du Grand Lac Salé sont en grande partie responsable de cette neige, dont une tempête de neige du 25 au 27 février 1998 qui a laissé 129 cm, à cause du soulèvement des nuages par les montagnes.

## Histoire
Bountiful est la seconde localité à avoir été habitée par des pionniers mormons après Salt Lake City. Le 27 septembre 1847, Perrigrine Sessions et sa famille s’installent et fondent leur ferme. D’autres les rejoignent et, en 1850, 33 familles vivent à Sessions Settlement ou North Canyon Ward (les deux noms sont alors utilisés). Les débuts sont marqués par des affrontements avec les Amérindiens.
Le nom actuel, qui est celui d'une ville antique du Livre de Mormon, est choisi en 1855. Bountiful est incorporée le 5 décembre 1892. Aujourd’hui encore la plupart des habitants sont mormons. Un temple mormon y a été consacré en 1995.

## Démographie
La population de Bountiful est estimée à 44 107 habitants au 1er juillet 2017.
| Groupe            | Bountiful (2016) | Utah (2017) | États-Unis (2017) |
| ----------------- | ---------------- | ----------- | ----------------- |
| Blancs            | 93,3             | 90,9        | 76,6              |
| Métis             | 2,1              | 2,5         | 2,7               |
| Asiatiques        | 1,4              | 2,6         | 5,8               |
| Océano-Américains | 0,7              | 1,0         | 0,2               |
| Afro-Américains   | 0,4              | 1,4         | 13,4              |
| Amérindiens       | 0,4              | 1,5         | 1,3               |
|                   |                  |             |                   |
| Hispaniques       | 6,4              | 7,0         | 18,1              |

Le revenu par habitant était en moyenne de 29 214 dollars par an entre 2012 et 2016, supérieur à la moyenne de l'Utah (25 600 dollars) mais légèrement inférieur à la moyenne nationale (29 829 dollars). Sur cette même période, 5,8 % des habitants de Bountiful vivaient sous le seuil de pauvreté (contre 10,2 % dans l'État et 12,7 % à l'échelle des États-Unis).

## Transports
Bountiful possède un aéroport (Skypark, code AITA : BTF).

## Personnalités liées à la ville
- Pat Priest, actrice, née à Bountiful le 15 août 1936
- James Morrison, acteur, né à Bountiful le 21 avril 1954
- Keene Curtis, acteur, mort à Bountiful le 13 octobre 2002

## Galerie photographique

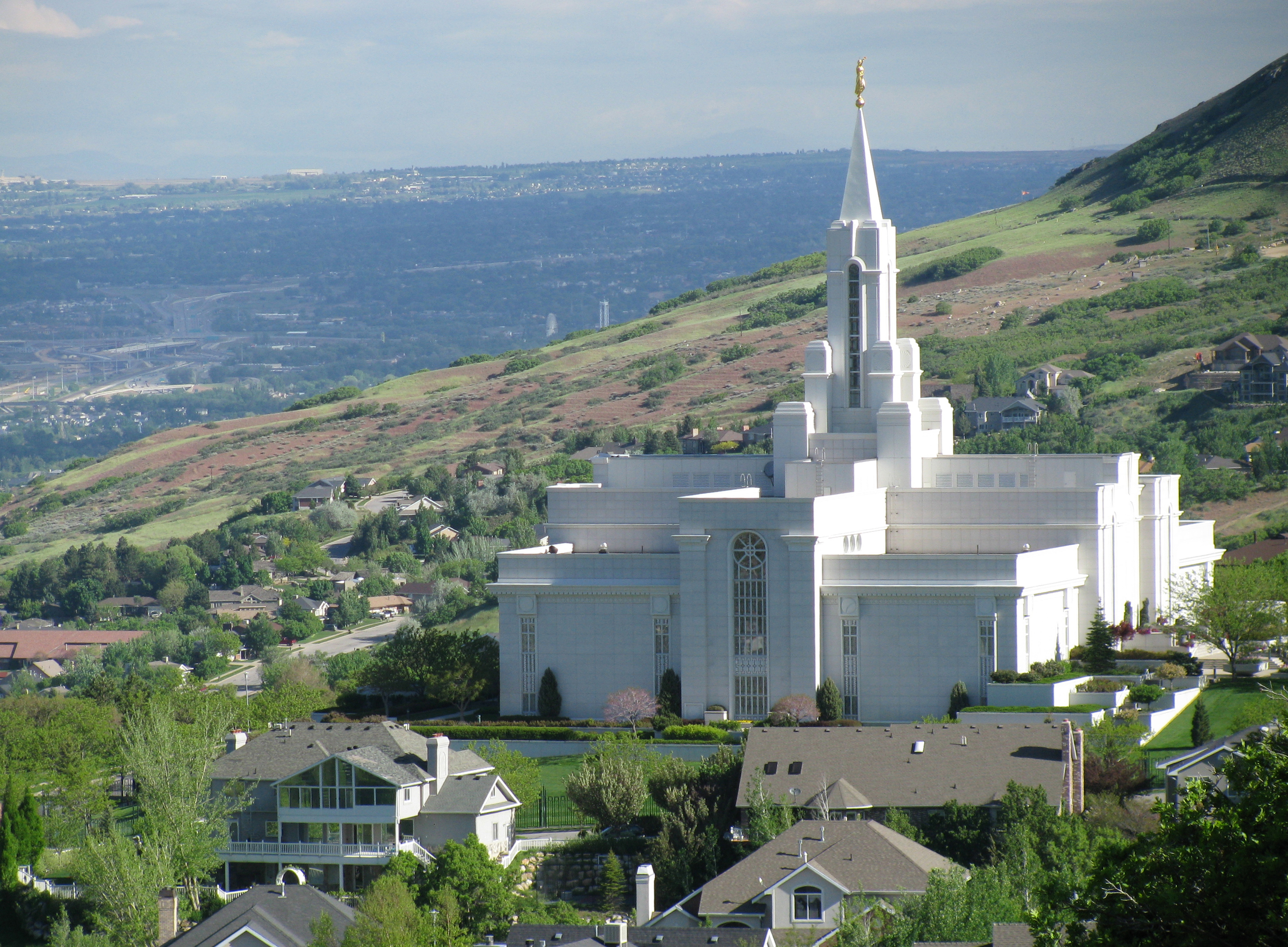
Temple de l'Église de Jésus-Christ des saints des derniers jours
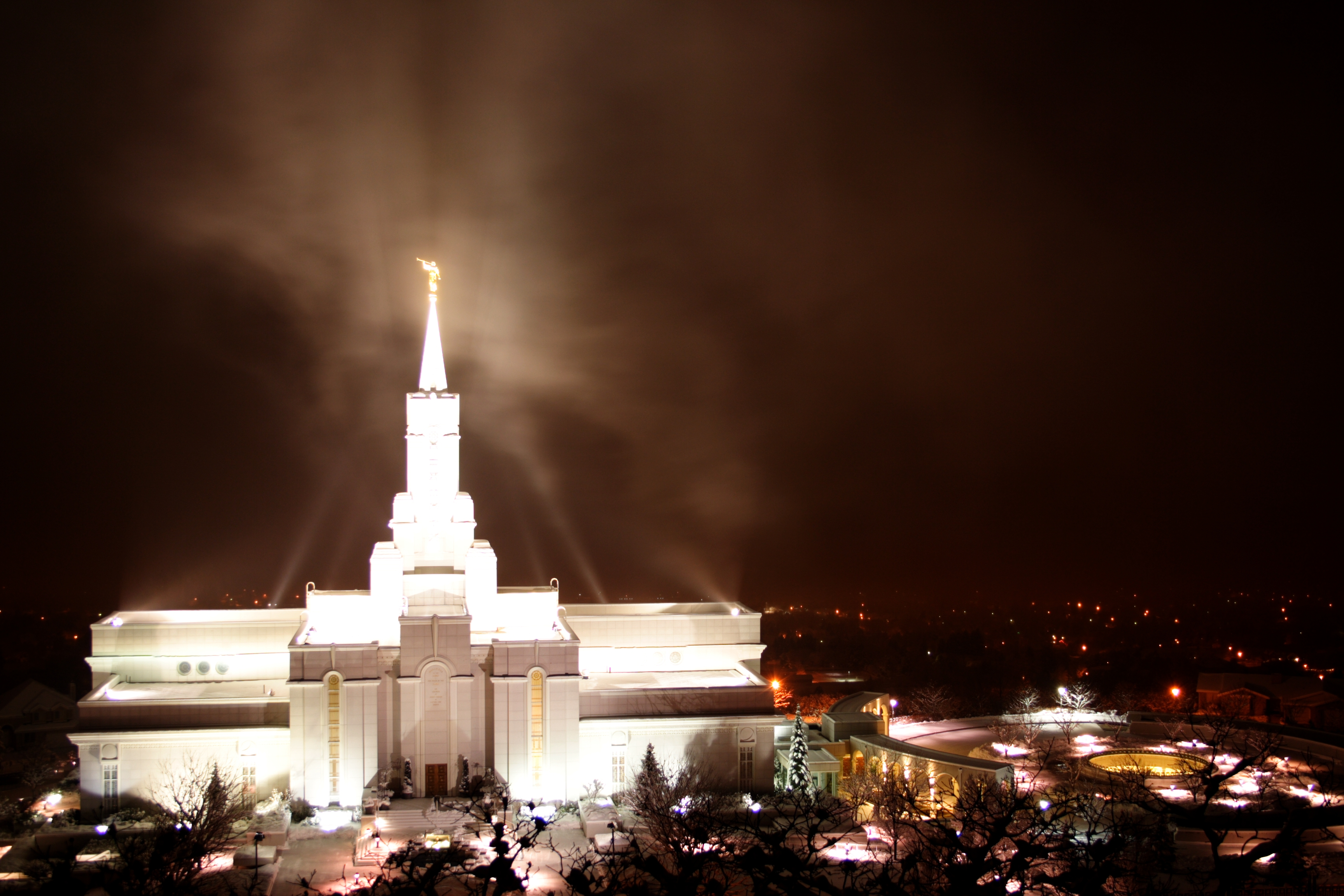
Temple de l'Église de Jésus-Christ des saints des derniers jours, éclairage de nuit
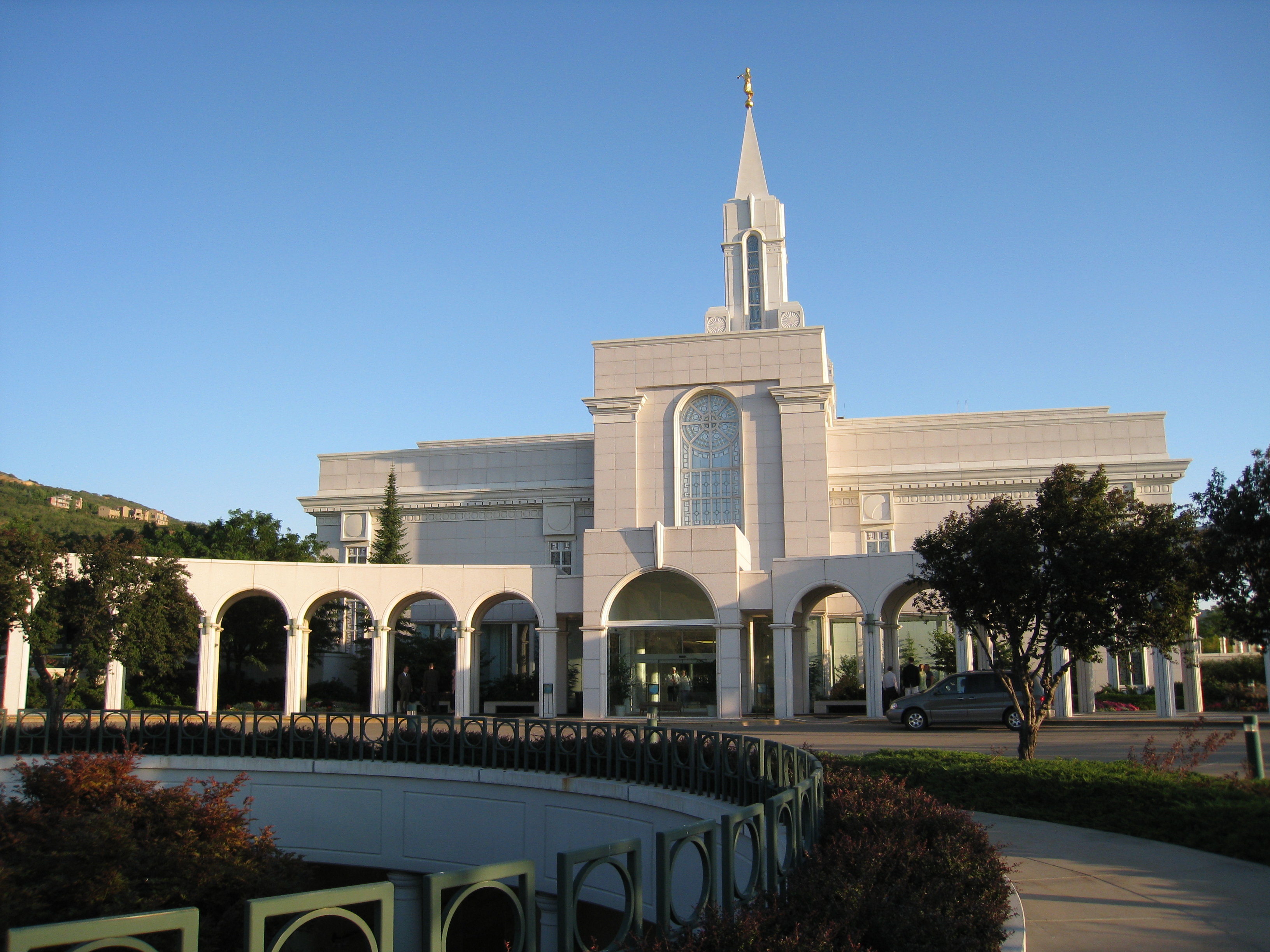
Temple de l'Église de Jésus-Christ des saints des derniers jours